# 丹尼尔·弗里德曼
丹尼尔·弗里德曼（德語：Daniel Fridman，1976年2月15日—），拉脱维亚裔德国国际象棋棋手、特级大师。
1996年，弗里德曼成为了拉脱维亚国际象棋全国冠军。1999年他定居德国，此后获得过2008年、2012年、2014年三次德国国际象棋全国冠军。
弗里德曼的妻子是乌克兰裔美国国际象棋女子特级大师安娜·扎通斯基。